# Президент Афганистана
Афганистан являлся республикой только в период с 1973 до 1996 года и с 2001 до 2021 года — в остальное время он был под властью королей, эмиров и исламских группировок. С 15 августа 2021 года установлен Исламский эмират.
Президент Исламской Республики Афганистан (перс. رئيس جمهور جمهوری اسلامی افغانستان‎), согласно Конституции, являлся главой государства и главой правительства Исламской Республики Афганистан и Главнокомандующим Вооружённых сил Исламской Республики Афганистан.
Конституция Афганистана, принятая в 2004 году, гарантировала президенту военную и законодательную власть с сравнительно слабым национальным парламентом. Это являлось предметом больших разногласий, когда было заседание Лойя-джирга в декабре 2003 года. Однако, когда была сформирована временная администрация, её создатели были заинтересованы в обеспечении стабильности в Афганистане.
15 августа 2021 года президент Афганистана Ашраф Гани бежал из страны в ходе наступления «Талибана» и падения Кабула. Вице-президент Афганистана Амрулла Салех заявил, что теперь он исполняет обязанности президента. При этом фактически власть на большей части территории Афганистана принадлежит террористическому движению «Талибан».

## Штандарты глав Афганистана

Штандарт короля Афганистана (1931—1973)
Штандарт президента Афганистана (2004—2013)
Штандарт президента Афганистана (2013—2021)

## Список глав Афганистана (1977 — настоящее время)
| №                                             | Портрет                       | Имя                          | Годы жизни            | Полномочия            | Полномочия            | Партия                                      | Должность                                                                                  | Примечания |
| №                                             | Портрет                       | Имя                          | Годы жизни            | Начало                | Окончание             | Партия                                      | Должность                                                                                  | Примечания |
| Республика Афганистан                         | Республика Афганистан         | Республика Афганистан        | Республика Афганистан | Республика Афганистан | Республика Афганистан | Республика Афганистан                       | Республика Афганистан                                                                      | Республика Афганистан |
| --------------------------------------------- | ----------------------------- | ---------------------------- | --------------------- | --------------------- | --------------------- | ------------------------------------------- | ------------------------------------------------------------------------------------------ | --- |
| 1                                             |                               | Мухаммед Дауд                | 1909—1978             | 14 февраля 1977       | 28 апреля 1978        | независимый (до 1974)                       | Президент Республики Афганистан                                                            | Убит вместе с большей частью своей семьи во время Апрельской революции. Вскоре после этого новые военачальники объявили, что Мухаммед Дауд был убит за отказ сдаться.                                                                                                  |
| 1                                             | Партия национальной революции | Мухаммед Дауд                | 1909—1978             | 14 февраля 1977       | 28 апреля 1978        |                                             | Президент Республики Афганистан                                                            | Убит вместе с большей частью своей семьи во время Апрельской революции. Вскоре после этого новые военачальники объявили, что Мухаммед Дауд был убит за отказ сдаться.                                                                                                  |
| Демократическая Республика Афганистан         |                               |                              |                       |                       |                       |                                             |                                                                                            | |
| —                                             |                               | Абдул Кадыр                  | 1944—2014             | 28 апреля 1978        | 30 апреля 1978        | НДПА                                        | Председатель Президиума Военно-революционного совета Демократической Республики Афганистан | Подал в отставку. Передал власть политическому руководству НДПА. |
| -                                             |                               | Нур Мохаммад Тараки          | 1917—1979             | 30 апреля 1978        | 14 сентября 1979      | НДПА                                        | Председатель Президиума Революционного совета Демократической Республики Афганистан        | Отстранён от власти, а затем убит по приказу Хафизуллы Амина. |
| -                                             |                               | Хафизулла Амин               | 1929—1979             | 14 сентября 1979      | 27 декабря 1979       | НДПА                                        | Председатель Президиума Революционного совета Демократической Республики Афганистан        | Убит советским спецназом в ходе операции «Шторм-333». |
| -                                             |                               | Бабрак Кармаль               | 1929—1996             | 27 декабря 1979       | 24 ноября 1986        | НДПА                                        | Председатель Президиума Революционного совета Демократической Республики Афганистан        | Смещён с должности в результате начала Перестройки. |
| -                                             |                               | Хаджи Мухаммед Чамкани       | 1947—2012             | 24 ноября 1986        | 30 сентября 1987      | независимый                                 | Председатель Президиума Революционного совета Демократической Республики Афганистан        | Назначен в рамках Национального примирения. |
| -                                             |                               | Мохаммад Наджибулла          | 1947—1996             | 30 сентября 1987      | 30 ноября 1987        | НДПА                                        | Председатель Президиума Революционного совета Демократической Республики Афганистан        | |
| Республика Афганистан                         |                               |                              |                       |                       |                       |                                             |                                                                                            | |
| 1                                             |                               | Мохаммад Наджибулла          | 1947—1996             | 30 ноября 1987        | 16 апреля 1992        | НДПА (до 1990)                              | Президент Республики Афганистан                                                            | Подал в отставку. |
| 1                                             | Ватан                         | Мохаммад Наджибулла          | 1947—1996             | 30 ноября 1987        | 16 апреля 1992        |                                             | Президент Республики Афганистан                                                            | Подал в отставку. |
| в.о.                                          |                               | Абдул Рахим Хатеф            | 1926—2013             | 16 апреля 1992        | 28 апреля 1992        | Ватан                                       | Временный Президент Республики Афганистан                                                  | Подал в отставку. Передал власть афганским моджахедам. |
| Исламское Государство Афганистан              |                               |                              |                       |                       |                       |                                             |                                                                                            | |
| 1                                             |                               | Себгатулла Моджаддеди        | 1925—2019             | 28 апреля 1992        | 28 июня 1992          | Национальный фронт освобождения Афганистана | Президент Исламского Государства Афганистан                                                | Подал в отставку. Передал власть в рамках Пешаварских соглашений. |
| 2                                             |                               | Бурхануддин Раббани          | 1940—2011             | 28 июня 1992          | 22 декабря 2001       | Исламское общество Афганистана              | Президент Исламского Государства Афганистан                                                | Фактически потерял власть с захватом талибами Кабула 27 сентября 1996 года. В период с 1996 по 2001 год Исламское Государство Афганистан оставалось международно признанным правительством, несмотря на то, что контролировало только около 10 % афганской территории. |
| Исламский Эмират Афганистан                   |                               |                              |                       |                       |                       |                                             |                                                                                            | |
| —                                             |                               | мулла Мухаммед Омар          | 1960—2013             | 27 сентября 1996      | 13 ноября 2001        | Талибан                                     | Эмир и амир аль-муминин                                                                    | Свергнут в ходе падения Кабула. Исламский Эмират Афганистан так и не получил широкого международного признания, несмотря на то, что контролировал около 90 % афганской территории.                                                                                     |
| Переходное Исламское Государство Афганистан   |                               |                              |                       |                       |                       |                                             |                                                                                            | |
| 1                                             |                               | Хамид Карзай                 | род. 1957             | 22 декабря 2001       | 7 декабря 2004        | независимый                                 | Президент Переходной администрации Афганистана                                             | |
| Исламская Республика Афганистан               |                               |                              |                       |                       |                       |                                             |                                                                                            | |
| 1                                             |                               | Хамид Карзай                 | род. 1957             | 7 декабря 2004        | 29 сентября 2014      | независимый                                 | Президент Исламской Республики Афганистан                                                  | Первый демократически избранный глава государства. |
| 2                                             |                               | Ашраф Гани                   | род. 1949             | 29 сентября 2014      | 15 августа 2021       | независимый                                 | Президент Исламской Республики Афганистан                                                  | Прекратил свои полномочия в связи с изгнанием из страны и захватом власти талибами. |
| Исламский Эмират Афганистан                   |                               |                              |                       |                       |                       |                                             |                                                                                            | |
| —                                             |                               | мавлави Хайбатулла Ахундзада | род. 1961             | 15 августа 2021       | действующий           | Талибан                                     | Эмир и амир аль-муминин Исламского Эмирата Афганистан; лидер движения «Талибан»            | Исламский Эмират в настоящее время не имеет международного признания, несмотря на то, что де-факто контролирует большую часть территории Афганистана, за исключением Панджшерского ущелья.                                                                             |
| Фронт национального сопротивления Афганистана |                               |                              |                       |                       |                       |                                             |                                                                                            | |
| в.о.                                          |                               | Амрулла Салех                | род. 1972             | 17 августа 2021       | действующий           | Национальное движение                       | Исполняющий обязанности Президента Исламской Республики Афганистан                         | После побега Гани Амрулла Салех заявил, что будет исполнять обязанности президента согласно статье 67 Конституции Афганистана 2004 года и объявил о формировании антиталибского фронта в Панджшерском ущелье.                                                          |